# 爆乳姐姐2 ～把弟弟完全榨乾喔！
《爆乳姐姐2 ～把弟弟完全榨乾喔！》（ばくあね2 〜弟いっぱいしぼっちゃうぞ!）是一款成人戀愛冒險遊戲，由Atelier KAGUYA（BARE & BUNNY）定於2017年1月27日發售。
該作後來改編成OVA《爆乳姐姐2 把弟弟完全榨乾喔！THE ANIMATION》由PinkPineapple定於2017年11月24日在日本發售。

## 劇情
主角武坂宗高因為過去的創傷，與初戀女友深蘭的初體驗以失敗告終，自此悶悶不樂。得知事情後，他的姐姐律香和表姐真白主動為他進行性指導，希望通過她們的身體讓宗高學習令女性愉悅的技巧，幫助他克服心靈創傷。然而，當宗高的另一個姐姐，也就是造成他創傷的始作俑者和奏也加入後，性指導逐漸演變成弟弟爭奪戰...

## 角色
武坂宗高（聲優：杉原茉莉）
本作男主角。武坂家老幺。大學生。
武坂律香（聲優：三十三七）
武坂家長女。新人律師，平時冷靜嚴謹，紀律嚴明。
會代替經常不在家的父母照顧弟弟，並對他寵愛有加。
武坂和奏（聲優：手塚涼子）
武坂家次女。在海外生活的職業網球運動員。視宗高和網球一樣重要，聽說宗高有事便回到家鄉。
事實上是造成宗高陽萎的始作俑者。
桃谷真白（聲優：佐倉桃花）
宗高的表姐。身材豐滿、成熟穩重的超人氣新人主播。
桐生深蘭（聲優：花南）
宗高的女友兼大學前輩，也是人氣頗高的讀者模特兒。
自從與宗高的初體驗失敗後，兩人關係變得有點緊張。

## OVA
改編OVA《爆乳姐姐2 把弟弟完全榨乾喔！THE ANIMATION》由PinkPineapple於2017年11月24日發售。2019年8月30日發售《爆乳姐姐&爆乳姐姐2 THE ANIMATION 藍光完全版》，內容同時收錄《爆乳姐姐 把弟弟榨乾喔！THE ANIMATION》和《爆乳姐姐2 把弟弟完全榨乾喔！THE ANIMATION》兩部作品。

## 外部連結
- 遊戲官方網站 （日語）